# ケソン州
ケソン州 (ケソンしゅう、Province of Quezon) は、フィリピン北部ルソン島中部の州である。カラバルソン地方に属していて、西南部にリサール州、ラグナ州、バタンガス州、南東部にビコル地方のカマリネス・スル州、カマリネス・ノルテ州、西部に中部ルソン地方のブラカン州、北部にケソン州から分離してできたアウロラ州と陸で接している。東部にはラモン湾とポリロ島（ポリロ諸島）があり、その先はフィリピン海が広がる。南部にはミマロパ地方のマリンドゥク州（ボアク島）、ビコル地方のマスバテ州（マスバテ島）が海を隔てて隣接している。面積は8,706.6km2で5番目に広い。人口は1,856,582人（2015年）、州都はルセナ(Lucena) である。ケソンは、ケソン州には属さず、マニラ首都圏と呼ばれる地方の1都市である。

## 地理
2つの市と39の町に分かれる。

### 市
- ルセナ
- タヤバス

### 町
|  | - Agdangan - Alabat - Atimonan - Buenavista - Burdeos - Calauag - Candelaria - Catanauan - Dolores - General Luna | - General Nakar - Guinayangan - Gumaca - Infanta - Jomalig - Lopez - Lucban - Macalelon - Mauban - Mulanay | - Padre Burgos - Pagbilao - Panukulan - Patnanungan - Perez - Pitogo - Plaridel - Polillo - Quezon - Real | - Sampaloc - San Andres - San Antonio - San Francisco (Aurora) - San Narciso - Sariaya - Tagkawayan - Tiaong - Unisan |